# 박지일 (배우)
박지일(한국 한자: 朴智一, 1960년 9월 ~ )은 대한민국의 배우이다.

## 학력
- 부산상업고등학교 1976년 입학 ~ 1979년 2월 졸업
- 동아대학교 회계학과 학사
- 중앙대학교 대학원 연극학 석사

## 생애
- 부산에서 태어났으며
- 1986년 연극 《죽음의 푸가》를 통해 연극배우로 활동하기 시작하였다.
- 1993년 연극 <죄와 벌>로 서울무대 데뷔후 <슬픔의 노래>,< 서안화차>등 정통연극뿐만 아니라 뮤지컬, 영화, 드라마등에서 다양한 연기세계를 보여주고 있다

## 출연작

### 드라마
- 2001년 SBS 드라마 스페셜 《피아노》 - 경호 담임 선생님 역
- 2004년 KBS 월화드라마 《낭랑 18세》 - 혁준 숙부 역
- 2004년 SBS 주말극장 《토지》 - 최치수 역
- 2006년 KBS 단막극 《드라마시티 - 집으로 가는 길》 - 영수 역
- 2006년 KBS 월화드라마 《굿바이 솔로》 - 오영숙 남편 역
- 2007년 KBS 단막극 《HDTV 문학관 - 서러워라 잊혀진다는 것은》 - 김만중 역
- 2007년 KBS 대하드라마 《대조영》 - 부지광 역
- 2009년 KBS 대하드라마 《천추태후》 - 김심언 역
- 2009년 SBS 특별기획 《스타일》 - 이석창 역
- 2010년 SBS 드라마 스페셜 《검사 프린세스》 - 서동근 역
- 2010년 SBS 월화드라마 《대물》 - 백성민 대통령 측 비서실장 역
- 2011년 KBS 수목드라마 《가시나무새》 - 최종달 역
- 2012년 tvN 수목드라마 《일년에 열두남자》 - 찬성 역
- 2012년 KBS 월화드라마 《사랑비》 - 중년 김창모 역
- 2012년 SBS 드라마 스페셜 《유령》 - 문 상무 역
- 2013년 SBS 월화드라마 《황금의 제국》 - 강호연 역
- 2014년 KBS 대하드라마 《정도전》 - 목은 이색 역
- 2014년 tvN 금토드라마 《응급남녀》 - 윤성길 역
- 2014년 TV조선 주말드라마 《최고의 결혼》 - 서회평 역
- 2015년 tvN 월화드라마 《호구의 사랑》 - 변강세 역
- 2015년 KBS 대하드라마 《징비록》 - 송익필 역
- 2015년 MBC 월화 특별기획 《화정》 - 김제남 역
- 2015년 MBC 수목드라마 《밤을 걷는 선비》 - 성열 부 역
- 2015년 JTBC 금토드라마 《라스트》 - 최인구 이사 역
- 2015년 KBS 수목드라마 《어셈블리》 - 오세창 역
- 2015년 SBS 드라마 스페셜 《마을 - 아치아라의 비밀》 - 박천식 역
- 2016년 MBC 주말연속극 《가화만사성》 - 이석호 역
- 2016년 SBS 드라마 스페셜 《대박》 - 이이명 역
- 2016년 SBS 드라마 스페셜 《딴따라》 - 특별출연
- 2016년 SBS 드라마 스페셜 《푸른 바다의 전설》 - 남성준 부장 역
- 2017년 KBS 수목드라마 《김과장》 - 최익중 부장 역 (특별출연)
- 2017년 MBC 월화드라마 《역적 : 백성을 훔친 도적》 - 이세좌 역
- 2017년 OCN 주말드라마 《듀얼》 - 박산영 역
- 2017년 tvN 토일드라마 《명불허전》 - 청와대 경제수석 역 (특별출연)
- 2017년 MBC 수목드라마 《병원선》 - 설재찬 역
- 2017년 MBC 주말특별기획 《돈꽃》 - 나기철 역
- 2018년 KBS 수목드라마 《추리의 여왕 2》 - 강보국 역
- 2018년 tvN 토일드라마 《라이브》 - 정오의 아버지 역 (특별출연)
- 2018년 MBC 월화드라마  《검법남녀》 - 표유성 역
- 2018년 KBS2 일일연속극 《끝까지 사랑》 - 윤상민 역
- 2018년 JTBC 금토드라마 《제3의 매력》 - 온준영의 아버지 역
- 2018년 SBS 월화드라마 《여우각시별》 - 노숙자 역
- 2019년 tvN 수목드라마 《진심이 닿다》 - 권정록 부
- 2019년 SBS 금토드라마 《녹두꽃》 - 송봉길 역
- 2020년 tvN 수목드라마 《머니게임》 - 김호중 역
- 2020년 MBC 수목드라마  《더 게임: 0시를 향하여》 - 남우현 역
- 2020년 KBS2 수목드라마 《포레스트》 - 정병혁 역
- 2020년 SBS 금토드라마 《날아라 개천용》 - 김병대 역
- 2021년 SBS 금토드라마 《원 더 우먼》 - 한강식 역
- 2021년 JTBC 수목드라마 《공작도시》 - 민성식 역
- 2022년 MBC 금토드라마  《트레이서》 - 백승룡 역
- 2022년 JTBC 수목드라마 《서른, 아홉》 - 차미조 부 역
- 2023년 JTBC 토일드라마 《대행사》 - 조문호 역
- 2023년 tvN 월화드라마 《이로운 사기》 - 신기호 역
- 2024년 JTBC 토일드라마 《하이드》 - 차웅 역
- 2024년 U+모바일tv 드라마 《노 웨이 아웃 : 더 룰렛》 - 이봉수  역 (특별출연)
- 2024년 SBS 금토드라마 《열혈사제 2》 - 김만천 역 (특별출연)
- 2025년 tvN 월화드라마 《원경》 - 민제 역

### 영화
- 1994년 《너에게 나를 보낸다》 - 오만과 자비 역
- 1995년 《금홍아 금홍아》 - 정지용 역
- 1998년
  - 《쉬리》, 《약속》 - 장우신 역
- 1999년
  - 《심판》 - 공무원 역, 《자귀모》 - 응급실 의사 역, 《해피엔드》 - 은행원 역
- 2000년 《호모 파메르》, 《반칙왕》 - 이 계장 역
- 2002년 《남자 태어나다》 - 임씨 역, 《취화선》 - 곽성민 역
- 2008년 《미인도》 - 신한평 역
- 2013년
  - 《동창생》 - 국정원부장 역, 《집으로 가는 길》 - 이 수사관 역, 《용의자》 - 송상근 전무 역
- 2014년 《12번째 보조사제》 - 신부 역
- 2016년 《그물》 - 간부 역
- 2017년 《보통사람》 - 이 국장 역, 《남한산성》 - 부제학 역
- 2018년
  - 《돌아와요 부산항애》 - 박 원장 역, 《궁합》 - 윤현 역, 《라라》 - 김 대표 역
- 2019년 《다시, 봄》 - 호민 부 역
- 2020년
  - 《남산의 부장들》 - 비서실장 역, 《오케이! 마담》 - 북극성 역
- 2023년 《흐르다》 - 아버지 역
- 2024년
  - 《파묘》 - 박지용의 회계사 역 (첫 천만영화), 《데드라인》 - 이재학 역
- 2025년 
  - 《검은 수녀들》 - 주교 역, 《소주전쟁》 - 고중천 역